# Isocapnia spenceri
Isocapnia spenceri is een steenvlieg uit de familie Capniidae. De wetenschappelijke naam van de soort is voor het eerst geldig gepubliceerd in 1943 door Ricker.